# Răsuceni, Giurgiu
Răsuceni este satul de reședință al comunei cu același nume din județul Giurgiu, Muntenia, România. Satul se află în vestul județului, în Câmpia Găvanu-Burdea.
Comuna Răsuceni are în componența actuală patru sate: Răsuceni, Carapancea, Satu Nou și Cucuruzu. 
Actualul sat Răsuceni este format din îmbinarea satelor Răsuceni de Sus, denumit astfel datorită poziționării sale în amonte pe cursul râului Câlniștea, și Răsuceni de Jos, situat în aval, pe cursul aceluiași râu. Cele două vechi sate sunt delimitate de un pod, numit local "Podul de blană", care traversează râul Câlniștea.
Comuna Răsuceni este situată la confluența câmpiilor Burnazului cu câmpia Găvanu-Burdea.
Tipul de sol prezent cel mai ades în zonă este cernoziomul cambic, cel mai fertil tip de sol din țară. Acesta este negru și format prin depuneri aluvionare, fapt ce îl face foarte fertil.
Vegetația întâlnită este cea specifică silvo-stepei, cu etaje forestiere formate din stejar, salcâm și gorun, pâlcurile de pădure alternând cu plante adaptate stepei (maci, cicoare, știr, pălamidă, pir, etc.)
Prima filmare din dronă 4k a fost realizată în anul 2020, oferind o perspectivă unică asupra satului și a terenurilor situate în extravilanul acestuia.

## Monumente istorice
Următoarele obiective din sat sunt monumente istorice de interes local la nivelul județului:
- Biserica "Adormirea Maicii Domnului" (1883), cod LMI GR-II-m-B-15068
- Biserica "Sf. Nicolae" (1876), cod LMI GR-II-m-B-15069
- Conacul Barbu Arion (a fost sediul primăriei), (1900), cod LMI GR-II-m-B-15070
- Cimitirul Vechi (secolele al XVIII-lea–al XIX-lea), cod LMI GR-IV-a-B-15127

## Personalități
- Ștefan Carapanceanu, etnomuzicolog
- Rodica Popescu Bitănescu, actriță.
- Ion Mirea, pictor și medic